# Don Cupitt
Don Cupitt, né le 22 mai 1934 à Oldham et mort le 18 janvier 2025, est un théologien et philosophe britannique. Il est prêtre anglican et maître de conférences à l'Université de Cambridge, mais est mieux connu comme écrivain, animateur de télévision et éditorialiste, .

## Carrière
Don Cupitt naît à Oldham, une ville du comté du Grand Manchester, en Angleterre. Il fait ses études à la Charterhouse School de Godalming (Surrey), à Trinity Hall et à Westcott House, (Cambridge). Il étudie successivement les sciences naturelles, la théologie et la philosophie des religions. En 1959, il est ordonné diacre de l'Église d'Angleterre. Il devient prêtre en 1960. Au début des années 1990, il cesse d’officier au culte public et en 2008, il cesse d’être membre communiant de l’Église. 
Après une courte période en tant que curé dans le nord de l'Angleterre et en tant que directeur adjoint de Westcott House, Cupitt est élu Fellow et est nommé doyen de l'Emmanuel College de Cambridge à la fin de 1965. En 1968, il est nommé professeur universitaire de philosophie des religions, poste qu'il occupe jusqu'à sa retraite pour raisons de santé, en 1996. 
Cupitt attire l'attention du public britannique en 1984 avec sa série télévisée de la BBC The Sea of Faith, dans laquelle les croyances chrétiennes orthodoxes sont remises en question. La série tire son titre du poème Dover Beach du poète britannique Matthew Arnold, qui réfléchit sur la disparition du monde surnaturel. Cupitt devient aussi une figure clef de Sea of Faith Network, un groupe d' « explorateurs » spirituels basés au Royaume-Uni, en Nouvelle-Zélande et en Australie, qui partagent ses préoccupations.
Dans ses écrits, Cupitt se décrit parfois comme « chrétien radical », antiréaliste et nominaliste, ce qui signifie qu'il suit certaines pratiques spirituelles et tente de vivre selon les normes éthiques traditionnellement associées au christianisme, mais sans croire à l'existence réelle des entités métaphysiques sous-jacentes (telles que « Christ » et « Dieu »). Il appelle cette façon d'être un chrétien non réaliste la « vie solaire ».

## Ouvrages
- Crisis of Moral Authority: The Dethronement of Christianity, Lutterworth Press, 1972,  (ISBN 0-7188-1924-1)
- Who was Jesus? (London: British Broadcasting Corporation, 1977). With Peter Armstrong.
- The Debate About Christ. SCM Press, 1979  (ISBN 0-334-00303-2)
- Taking Leave of God, SCM Press, 1980, 2001 edition:  (ISBN 0-334-02840-X)
- The Sea of Faith, BBC Books, 1984, Cambridge University Press 1988 edition:  (ISBN 0-521-34420-4)
- The Long-Legged Fly: A Theology of Language and Desire, SCM Press, 1987  (ISBN 0-334-00926-X)
- The Time Being, SCM Press, 1992,  (ISBN 0-334-02522-2)
- After All: Religion Without Alienation, SCM Press, 1994,  (ISBN 0-334-00036-X)
- After God: The Future of Religion, Basic Books, 1997,  (ISBN 0-465-04514-6)
- Mysticism After Modernity, Blackwell Publishers, 1998,  (ISBN 0-631-20763-5)
- The Religion of Being, SCM Press, 1998,  (ISBN 0-334-02731-4)
- The New Religion of Life in Everyday Speech, SCM Press, 1999,  (ISBN 0-334-02763-2)
- Reforming Christianity, Polebridge Press, 2001,  (ISBN 0-944344-82-8)
- Emptiness & Brightness, Polebridge Press. 2001,  (ISBN 0-944344-87-9)
- Is Nothing Sacred?: The Non-Realist Philosophy of Religion (selected essays), Fordham University Press, 2003,  (ISBN 0-8232-2203-9)
- The Way To Happiness: A Theory of Religion, Polebridge Press, 2005,  (ISBN 0-944344-53-4)
- The Old Creed and the New, SCM Press, 2006,  (ISBN 0-334-04053-1)
- Radical Theology, Polebridge Press, 2006:  (ISBN 0-944344-97-6)
- Impossible Loves, Polebridge Press, 2007,  (ISBN 978-1-59815-001-8)
- Above Us Only Sky, Polebridge Press, 2008,  (ISBN 1-59815-011-1)
- The Meaning of the West, SCM Press, 2008,  (ISBN 0-334-04202-X)
- Jesus and Philosophy, SCM Press, 2009,
- Crise de l'autorité morale : le détrônement du christianisme, Lutterworth Press, 1972, (ISBN 0-7188-1924-1)